# Julietta Quiroga
Julietta Quiroga Cavalli, née le 1er novembre 1988 à Crossnore, aux États-Unis, est une skieuse alpine argentine. Elle court dans les disciplines techniques (slalom et slalom géant).

## Biographie
Son père, Norbi Quiroga, aussi skieur a représenté l'Argentine aux Jeux olympiques de 1980.
Représentant le club Andino Bariloche, Quiroga fait ses débuts internationaux dans la Coupe sud-américaine en 2003, où elle monte sur ses premiers podiums cette année.
Elle prend part à son premier événement mondial en 2006 aux Championnats du monde junior, puis chez les séniors en 2009 aux Championnats du monde à Val d'Isère, où elle finit le slalom géant au 49e rang. Elle dispute aussi les Championnats du monde en 2011 et 2013, sans 
pouvoir joindre l'arrivée sur la moindre course.
En 2013, elle obtient ses meilleurs résultats sur la saison australe, remportant notamment le titre de championne d'Argentine du slalom géant.
En 2014, elle se qualifie pour ses seuls Jeux olympiques à Sotchi, pour ne conclure ni le slalom, ni le slalom géant. Quelques mois plus tard, Quiroga prend la décision d'arrêter sa carrière sportive en raison d'un manque de support humain.

## Palmarès

### Jeux olympiques d'hiver
| Épreuve / Édition | Sotchi 2014 |
| Slalom géant      | Abandon     |
| Slalom            | Abandon     |

### Championnats du monde
| Épreuve / Édition | Val d'Isère 2009 | Garmisch-Partenkirchen 2011 | Schladming 2013 |
| Slalom géant      | 49e              | Abandon                     | Abandon         |
| Slalom            | Abandon          | Abandon                     |                 |

### Championnats d'Argentine
- Championne du slalom géant en 2013.